# Oncinotis pontyi
Oncinotis pontyi là một loài thực vật có hoa trong họ La bố ma. Loài này được Dubard mô tả khoa học đầu tiên năm 1912.